# Mateya
Матеја Вукашиновић (Београд, 1. јануар 2001) је српски поп певач и гласовни глумац, који се прославио у дечијем такмичењу Пинкове звездице. Дете је разведених родитеља и има брата Дарка. Каријеру је започео у хору Чаролија, и на истоименим дечијим фестивалима.

## Дискографија

### Синглови
Дечије песме
- Кљац маратонац (2009, Фестивал Чаролија)
- Јединац (2010, Фестивал Чаролија)
- Благо Крусу Робинзону (2012, Фестивал Чаролија) са Александром Николићем

Синглови након Пинкових звездица
- Само друг (2016, IDJ Teens)
- Тренкова песма (2016) музика из цртаног филма Храбри витез Тренк
- Бумеранг (2018)[3] са Огњеном Амиџићем и Јанг Палком
- Fight (2019, Magic Records)[4]
- Талија (2020)

## Гласовне улоге
Он је редовни српски гласовни глумац за америчког глумца Овена Џојнера.
| Година | Назив                        | Улога           |
| ------ | ---------------------------- | --------------- |
| 2024.  | Зуки и Руби на планети Земљи | Агент #1, Нотар |